# Massacre de Felo
Le massacre de Felo a lieu le 9 juin 2020 pendant l'insurrection de Boko Haram.

## Déroulement
Le 9 juin 2020, les djihadistes de l'État islamique en Afrique de l'Ouest attaquent le village de Felo, dans le district de Gubio, dans l'État de Borno. En raison de nombreux vols de bétails, une milice d'autodéfense s'était constituée dans la localité. L'attaque auraient été menée en représailles à la mort de combattants djihadistes tués par les miliciens,,. Les assaillants sont plusieurs dizaines et se déplacent à motos
Ibrahim Limam, un membre d'une milice d"autodéfense, déclare à l'AFP : « Les corps jonchaient le sol sur une vaste étendue, car les assaillants ont poursuivi leurs victimes, leur tirant dessus et les écrasant avec leurs véhicules ». Un chef de communauté affirme quant à lui que les victimes sont des hommes et des enfants qui ont été encerclés par les assaillants alors qu'ils surveillaient le bétail à un point d'eau à l'extérieur du village : « il s'agit d'une étendue ouverte, où on ne peut se cacher nulle part. Ils ne pouvaient pas s'échapper, ils ne pouvaient pas distancer les véhicules ». Une grande partie des maisons du village sont également incendiées.

## Bilan humain
Le jour même de l'attaque, une milice d'autodéfense fait état d'au moins 69 morts. Le lendemain, le gouverneur de l'État de Borno, Babagana Zulum Umara, annonce que 81 corps ont été identifiés. Selon lui, 49 ont été enterrées dans un cimetière sur place et 32 autres ont été emmenés par leurs proches. Selon le  bureau du gouverneur, sept personnes, dont le chef du village, ont également été enlevées.